# Mr. Lawrence
Douglas Lawrence Osowski (1 de enero de 1969), más conocido como Mr. Lawrence (y algunas veces acreditado como Doug Lawrence), es un animador, artista de guion gráfico, actor de voz, comediante, escritor, presentador de televisión y director estadounidense.

## Carrera
Lawrence es más conocido por su trabajo la serie animada de televisión Bob Esponja, donde es actor de voz de Sheldon Plankton, Larry la Langosta, Johnny Erain y varios otros personajes. También es actor de voz de T. Platypus, Nurse Leslie, Dave, y Ping-Pong en Campamento de Lazlo, y de Filburt en La vida moderna de Rocko cuando asistía en los programas de Joe Murray.
Adicionalmente, es un comediante, caricaturista, escritor, director, animador y productor de la serie de televisión Johnny Talk. También trabajó en The Ren and Stimpy Show en su segunda temporada como asistente de animación. En Ni Hao, Kai-lan, jugó el papel de Eugene, padre de Rintoo. Lawrence también apareció como Big the Budo en The Adventures of Meat-Kun.
Como comediante, Mr. Lawrence actuó en Nueva Jersey y Los Ángeles, colaboró con el comediante Jeremy Kramer y el esctritor de comedia de Boston, Martin Olson. Jeff "Swampy" Marsh, escritor de La vida moderna de Rocko, describió a Lawrence como elaborador de un «único sentido del humor», y «realmente deberían tener que conocer a Doug para entenderlo (o no)» su estilo. Marsh dijo que la base lógica para las técnicas de humor y decisiones «nos permanece un misterio por siempre».

## Filmografía

### Actor
| Año           | Película/Serie                         | Rol                                          | Notas                                     |
| ------------- | -------------------------------------- | -------------------------------------------- | ----------------------------------------- |
| 1993-1996     | La vida moderna de Rocko               | Filburt Turtle Voces Adicionales             |                                           |
| 1996-2004     | ¡Oye, Arnold!                          | Mr. Frank                                    | Episodio: "Guess Who's Coming to Burp?"   |
| 1999-presente | Bob Esponja                            | Plankton Larry the Lobster Voces Adicionales |                                           |
| 2000          | Hairballs                              |                                              |                                           |
| 2004          | The SpongeBob SquarePants Movie        | Plankton                                     |                                           |
| 2005-2008     | Camp Lazlo                             | Edward Dave and Ping Pong Nurse Leslie       |                                           |
| 2006          | Ergo Proxy                             | Dog Cop #4                                   | Episodio: "Shôjo sumairu"                 |
| 2007          | The Grim Adventures of Billy and Mandy | Alien #2                                     | Episodio: "Billy and Mandy Moon the Moon" |
| 2012          | The Aquabats! Super Show!              | Manant                                       | Episodio: "Manant!"                       |
| 2015          | The SpongeBob SquarePants Movie 2      | Plankton                                     |                                           |
| 2019          | Rocko's Modern Life: Static Cling      | Filburt                                      |                                           |

| Año  | Videojuegos                                           | Rol                                             |
| ---- | ----------------------------------------------------- | ----------------------------------------------- |
| 1996 | Nickelodeon 3D Movie Maker                            | Filburt Turtle                                  |
| 2001 | SpongeBob SquarePants: SuperSponge                    | Plankton                                        |
| 2001 | Nicktoons Racing                                      | Plankton                                        |
| 2001 | SpongeBob SquarePants: Operation Krabby Patty         | Plankton                                        |
| 2002 | SpongeBob SquarePants: Employee of the Month          | Plankton Larry the Lobster                      |
| 2002 | SpongeBob SquarePants: Revenge of the Flying Dutchman | Plankton Larry the Lobster                      |
| 2003 | Nickelodeon Toon Twister 3D                           | Plankton                                        |
| 2003 | SpongeBob SquarePants: Battle for Bikini Bottom       | Plankton Larry the Lobster Prawn Fish Announcer |
| 2004 | The SpongeBob SquarePants Movie Game                  | Plankton                                        |
| 2005 | Nicktoons Unite                                       | Plankton                                        |
| 2005 | SpongeBob SquarePants: Lights, Camera, Pants!         | Plankton                                        |
| 2006 | SpongeBob SquarePants: Creature from the Krusty Krab  | Plankton                                        |
| 2008 | SpongeBob's Atlantis SquarePantis                     | Plankton                                        |
| 2009 | Borderlands                                           | Additional Voices                               |
| 2009 | SpongeBob's Truth or Square                           | Plankton                                        |
| 2011 | Nicktoons MLB                                         | Larry the Lobster                               |

### Escritor
- Rocko's Modern Life (1993-1996)
- SpongeBob SquarePants (1999-2002; 2009-presente)
- Hairballs (2000)
- Johnnie Talk (2003)
- SpongeBob's Truth or Square (2009)
- The Haunted World of El Superbeasto (2009)
- The Twisted Whiskers Show (2010)

### Director
- Looks Can Kill (1994)
- Rocko's Modern Life (1993-1996) - Sugar-Frosted Frights/Ed Is Dead: A Thriller! (1995) – Fish-N-Chumps/Camera Shy (1995) – Nothing to Sneeze At/Old Fogey Froggy (1995) - Speaking Terms/Tooth and Nail (1995)
- General Chaos: Uncensored Animation (1998)
- Hairballs (2000)